# Tualatin
Tualatin (kiejtése: tuːˈɔːlətᵻn) az Amerikai Egyesült Államok északnyugati részén, Oregon államban, elsősorban Washington megyében, a portlandi agglomeráció délnyugati felén, Tigardtól délre helyezkedik el; területe Clackamas megyébe is átnyúlik. A 2010. évi népszámláláskor 26 054 lakosa volt. A város területe 21,32 km², melyből 0,03 km² vízi.

## Történet
A város nevét az északi határán lévő Tualatin-folyóról kapta. A „tualatin” valószínűleg indián szó, jelentése: „lusta”, „lassú”; de jelenthet „fátlan síkságot” vagy „elágazót” is; utóbbi kettő a folyó menti síkságra, illetve magára a folyóra utalhat. Az Oregon Geographic Names alapján az első, Tualitin nevet viselő postahivatal 1869. november 5-én nyílt meg; a név 1915-ben változott Tualatinra.
Az 1850-es években a települést alapítója, Samuel Galbreath után Galbreathnek nevezték. 1853-ban megépítette az első Tualatin-folyón átívelő hidat, innentől a települést Bridgeportnak hívják. Tualatin néven John Sweek alapított várost az új vasúti megálló körül 1880-ban. Városi rangot 1913-ban kapott.
A mai Fred Meyer parkoló helyén 1962-ben ásták ki egy amerikai masztodon csontvázát, melyet a Tualatini Közkönyvtár aulájában állítottak ki.

## Népesség

### 2010
A 2010-es népszámláláskor a városnak 26 054 lakója, 10 000 háztartása és 6762 családja volt. A népsűrűség 1223,8 fő/km2. A lakóegységek száma 10 528, sűrűségük 494,5 db/km2. A lakosok 80,4%-a fehér, 1,2%-a afroamerikai, 0,7%-a indián, 3,5%-a ázsiai, 1%-a a Csendes-óceáni szigetekről származik, 8,9%-a egyéb, 4,2%-a pedig kettő vagy több etnikumú. A spanyol vagy latino származásúak aránya 17,3% (14,8% mexikói, 0,2% Puerto Ricó-i, 0,1% kubai, 2,1% egyéb spanyol vagy latino származású.)
A háztartások 35,6%-ában élt 18 évnél fiatalabb. 51,6% házas, 11,4% egyedülálló nő, 4,6% egyedülálló férfi, 32,4% pedig nem család. 24,6% egyedül élt; 5,3%-uk 65 éves vagy idősebb. Egy háztartásban átlagosan 2,6 személy élt; a családok átlagmérete 3,12 fő.
A medián életkor 34,6 év volt. A város lakóinak 26,9%-a 18 évesnél fiatalabb, 8,5% 18 és 24 év közötti, 31%-uk 25 és 44 év közötti, 28,6%-uk 45 és 64 év közötti, 7%-uk pedig 65 éves vagy idősebb. A lakosok 49,1%-a férfi, 50,9%-a pedig nő.

### 2000
A 2000-es népszámláláskor  a városnak 22 791 lakója, 8651 háztartása és 5809 családja volt. A népsűrűség 1070,5 fő/km2. A lakóegységek száma 9218, sűrűségük 433 db/km2. A lakosok 86,89%-a fehér, 0,79%-a afroamerikai, 0,69%-a indián, 3,62%-a ázsiai, 0,37%-a a Csendes-óceáni szigetekről származik, 4,84%-a egyéb-, 2,81%-a pedig kettő vagy több etnikumú. A spanyol vagy latino származásúak aránya 11,85% (9,8% mexikói, 0,2% Puerto Ricó-i, 0,1% kubai, 1,8% pedig egyéb spanyol/latino származású.)
A háztartások 39,1%-ában élt 18 évnél fiatalabb. 54,1% házas, 9,3% egyedülálló nő; 32,9% pedig nem család. 24,5% egyedül élt; 4,6%-uk 65 éves vagy idősebb. Egy háztartásban átlagosan 2,62 személy élt; a családok átlagmérete 3,17 fő.
A város lakóinak 28,2%-a 18 évesnél fiatalabb, 9,4% 18 és 24 év közötti, 35,6%-uk 25 és 44 év közötti, 21%-uk 45 és 64 év közötti, 5,8%-uk pedig 65 éves vagy idősebb. A medián életkor 32 év volt. Minden 100 nőre 99,2 férfi jut; a 18 évnél idősebb nőknél ez az arány 96,8.
A háztartások medián bevétele 55 762 amerikai dollár, ez az érték családoknál $68 165. A férfiak medián keresete $47 004, míg a nőké $32 210. A város egy főre jutó bevétele (PCI) $26 694. A családok 3%-a, a teljes népesség 5,5%-a élt létminimum alatt; a 18 év alattiaknál ez a szám 4,9%, a 65 évnél idősebbeknél pedig 3,8%.

## Gazdaság

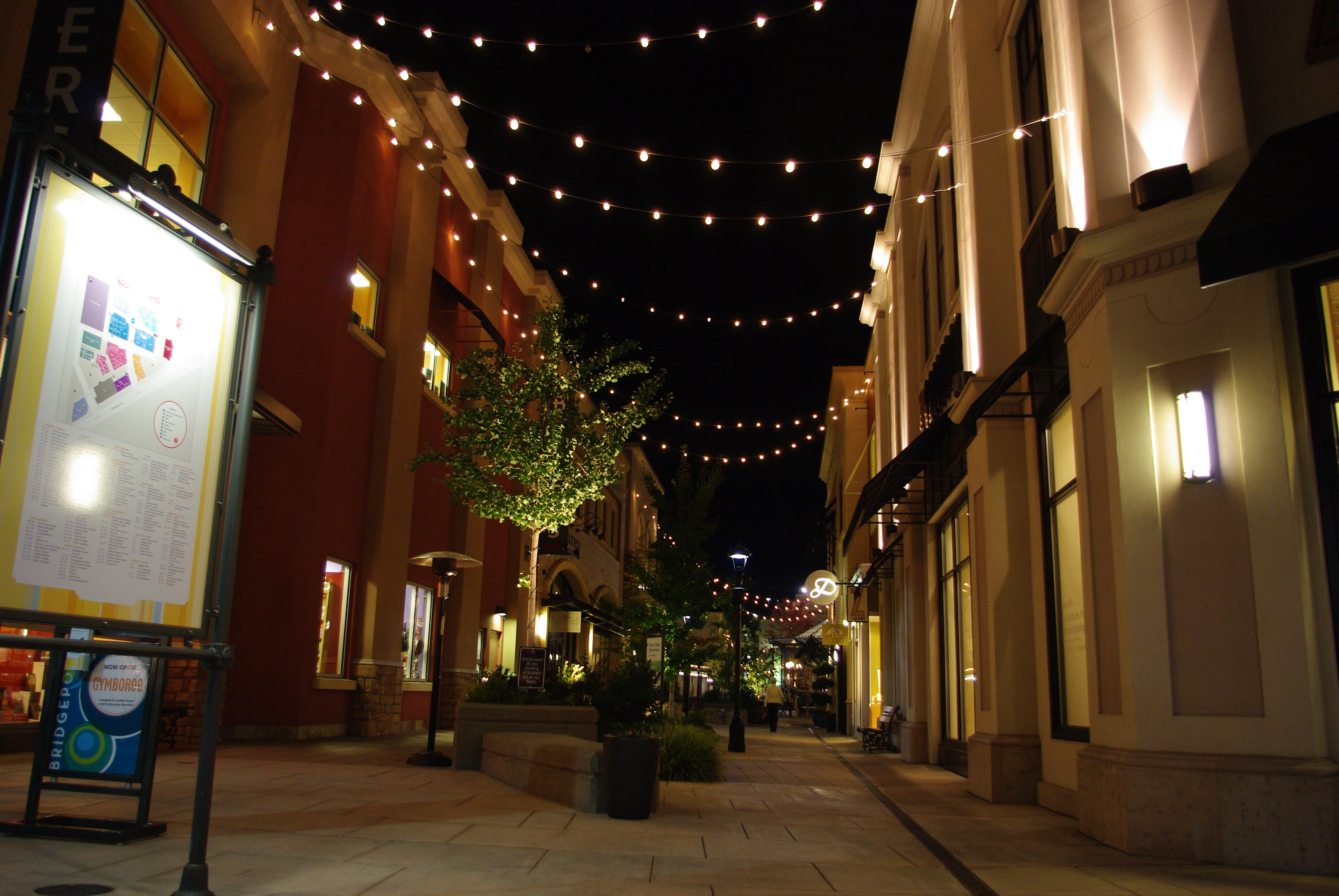
Bridgeport Village

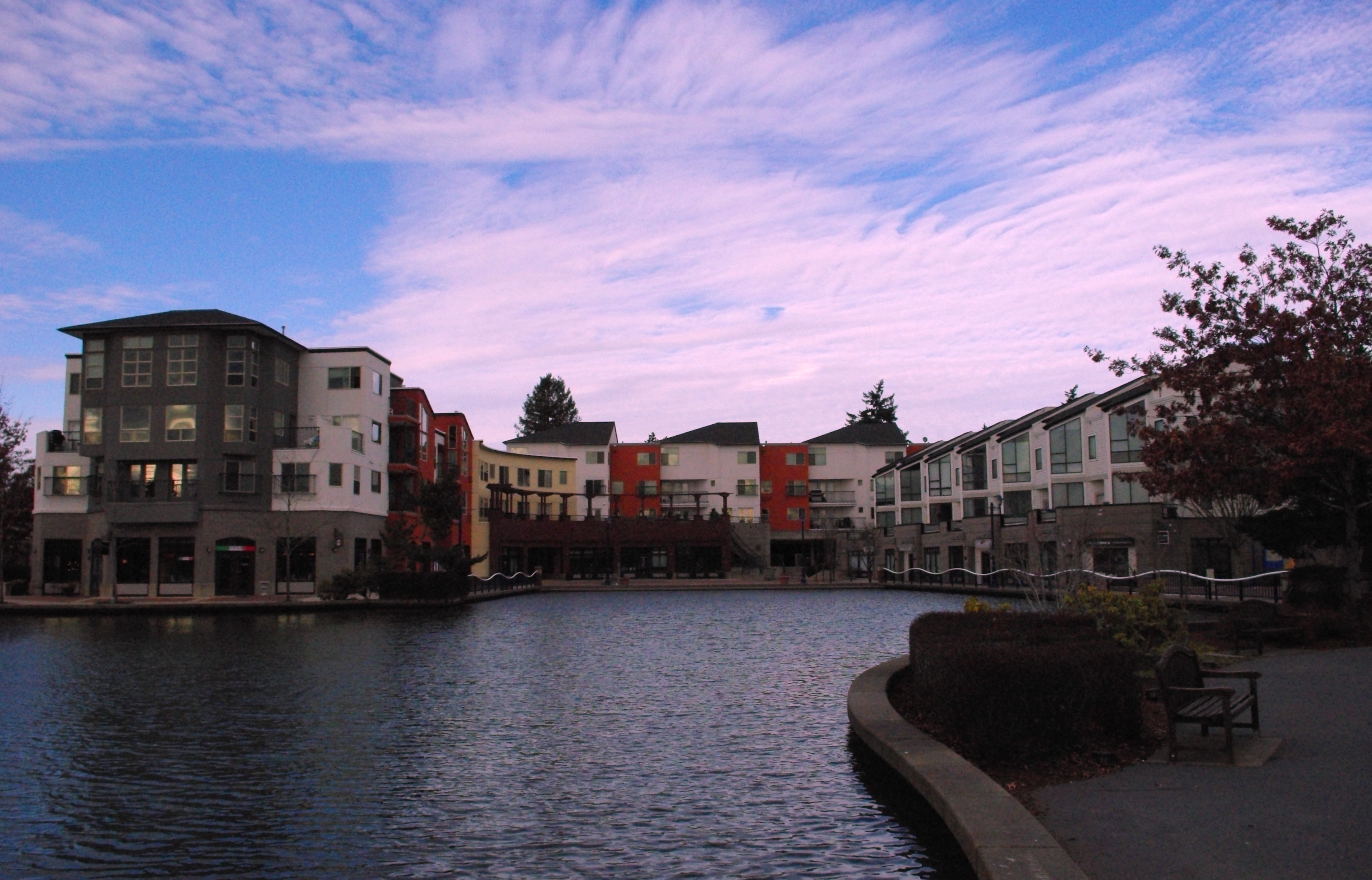
Tualatin Commons

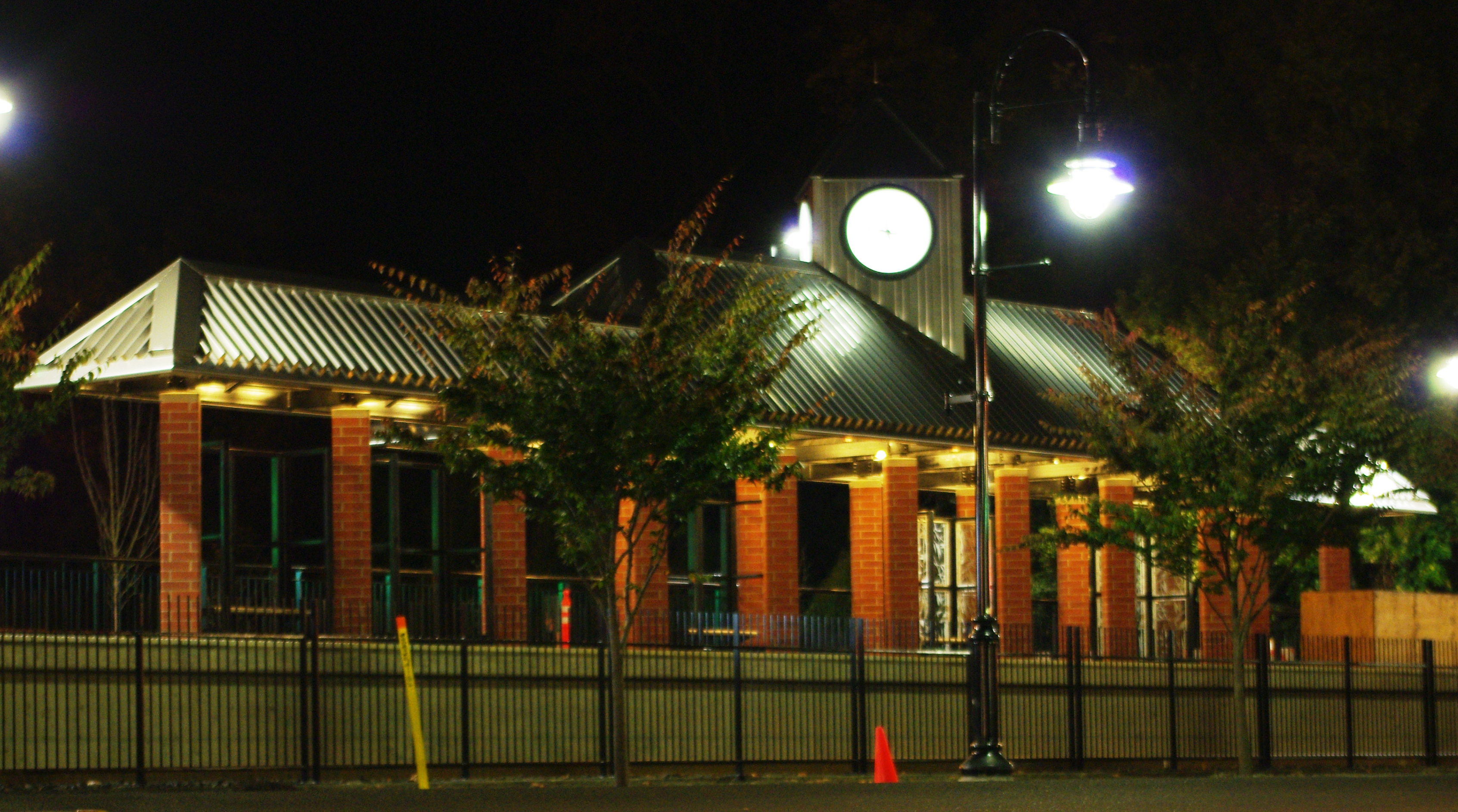
Tualatin vasútállomás

Tualatinban található a 2005 elején nyílt Bridgeport Village bevásárlóközpont nagyobb része (a kisebbik, északi fél Tigardban van). Az üzletház egy korábbi kőbánya területén nyílt meg; tervezőik egy nyitott, európai stílusú központot szerettek volna. Az épületben országos és regionális étterem-, valamint kiskereskedelmi üzletláncok nyitottak boltokat.
A déli oldalon több gyár is található, ilyen az integrált áramkörök készítéséhez szükséges elektrokémiai alapanyagokat gyártó LAM Research, illetve a Kershaw Knives és CRKT, valamint az Al Mar Knives késgyártók; ez utóbbi Japánban gyártat.
A településen van az elektronikai eszközöket gyártó Oregon Scientific székhelye.
Az 1960-as és 1980-as években a városban volt az erősítőket gyártó Sunn Musical Equipment Company székhelye.
Több hollywoodi filmet is Tualatinban forgattak; egyik az Ujj-függő, melyet a gimnáziumban vettek fel.

### Legnagyobb foglalkoztatók
- Legacy Meridian Park Rendelőintézet
- Tualatin vasútállomás
- Tualatin Valley Fire and Rescue
- Oil Can Henry's

## Oktatás
A város egy része a Tigard–Tualatini Iskolakerület fennhatósága alá esik. A kerületnek tíz általános- és három középiskolája, valamint kettő gimnáziuma van. A következő öt található a városban: Bridgeport Elementary School, Byrom Elementary School, Tualatin Elementary School, Hazelbrook Middle School és Tualatin High School. A településen van még az Arbor School of Arts and Sciences magán általános iskola.
Tualatin többi része a West Linn–Wilsonville-i Iskolakerülethez tartozik. Az ezen a területen élő diákok minden képzési szinten egy-egy iskolában tanulnak (általános iskola: Stafford Primary School; középiskola: Athey Creek Middle School; gimnázium: Wilsonville High School).
- Általános iskolák: Bridgeport, Byrom, Deer Creek és Tualatin Elementary School
- Középiskola: Hazelbrook Middle School
- Gimnázium: Tualatin High School
- Hétvégi oktatás: Portland Japanese School

A helyi japán lakosság számára a Portland Japanese School hétvégenként tart órákat; a kurzusokat 1992-es megnyitása a Hazelbrook Middle School épületében tartják. A szervezet székhelye Beavertonban van.

## Média
A városnak két újságja van; a portlandi Pamplin Media Group tulajdonában lévő The Times hetilap, és a kifejezetten hírekkel, történelemmel és emberekkel foglalkozó Tualatin Life havilap.

## Fordítás
Ez a szócikk részben vagy egészben  a   Tualatin, Oregon című angol Wikipédia-szócikk ezen változatának fordításán alapul.  Az eredeti cikk szerkesztőit annak laptörténete sorolja fel. Ez a jelzés csupán a megfogalmazás eredetét és a szerzői jogokat jelzi, nem szolgál a cikkben szereplő információk forrásmegjelöléseként.